# كريس كونت
كريس كونت (بالإنجليزية: Chris Conte)‏ هو لاعب كرة قدم أمريكية أمريكي، ولد في 23 فبراير 1989 في لوس أنجلوس في الولايات المتحدة.

## وصلات خارجية
- كريس كونت على موقع إي إس بي إن.كوم (أن.أف.أل)3
- كريس كونت على موقع مرجع كرة القدم المحترفة.كوم (الإنجليزية)